# Erich Klusemann
Erich Klusemann (* 4. Mai 1867 in Buda; † 2. Februar 1925 in Graz) war ein österreichischer Landwirtschaftsfachmann und Politiker (Landbund).
Klusemann wurde als Sohn eines Großindustriellen und Gutsbesitzers geboren. Seine Vorfahren entstammten einer Kaufmannsfamilie, die im 17. Jahrhundert aus dem Ruhrgebiet nach Osten ausgewandert war. Klusemanns Bruder, Otto Klusemann, war Fabrikant und Chemiker. Klusemann wuchs in Gmunden auf, wo seine Familie im Besitz des Gmundner Schlosses war. Klusemann studierte Landwirtschaft an der Universität Halle sowie von 1882 bis 1883 an der Universität Leipzig. 1893 promovierte er zum Dr. phil. Nach der Beendigung seines Studiums erwarb Klusemann das Gut Teichhof-Hart in Straßgang bei Graz.
Erich Klusemann hatte aber 1899 verschiedene öffentliche Funktionen inne. Er war Bürgermeister von Eggenberg, Obmann der Bezirksvertretung Graz-Umgebung und ab 1906 1. Vizepräsident der k. k. Landwirtschaftsgesellschaft in der Steiermark. 1900 gründete er den Verband landwirtschaftlicher Genossenschaften (heute: steirischer Landwirteverband) mit und übernahm in der Folge die Funktion des Stellvertreters des Aufsichtsratsobmanns. Zudem begründete Klusemann den liberalen Steirischen Bauernbund mit, der später zum Landbund wurde.
Klusemann war ab 1919 Abgeordneter zum Steirischen Landtag und vom 27. Mai 1919 bis zum 26. November 1920 Landesrat in der Landesregierung Rintelen I. Er hatte zudem das Amt eines Verwaltungsrates der Agrarbank Graz inne, war Vizepräsident des Steiermärkischen Landtages und Obmann der Landesstelle für Viehverkehr.